# Zofia Niedziałkowska

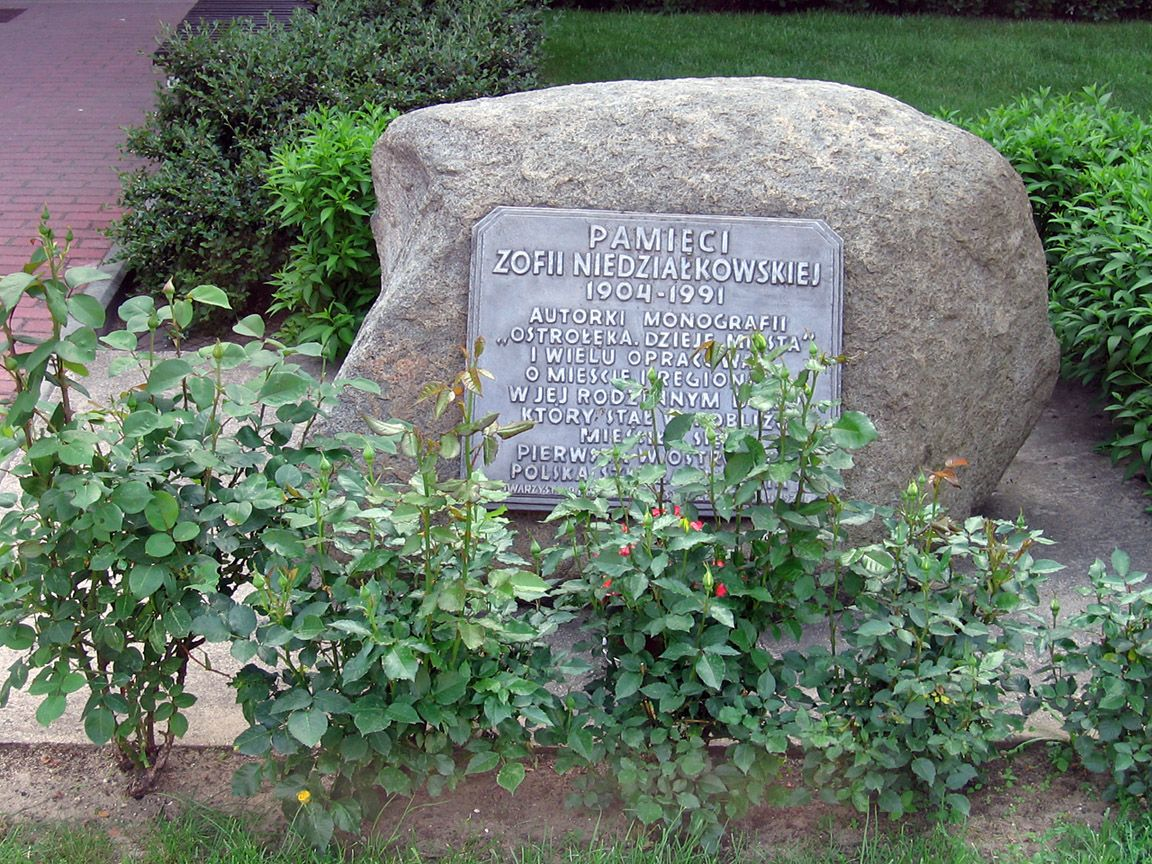
Tablica poświęcona pamięci Z. Niedziałkowskiej przy ZKN w Ostrołęce

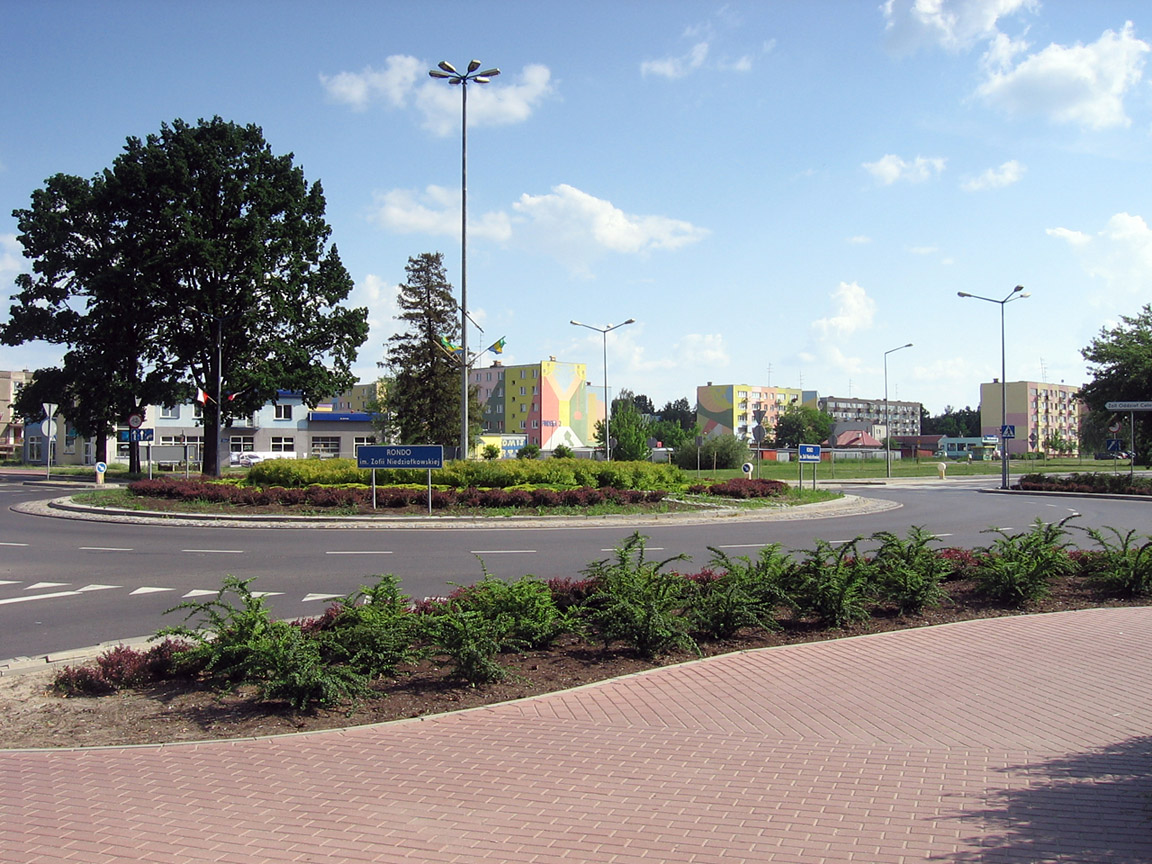
Rondo im. Z. Niedziałkowskiej w Ostrołęce

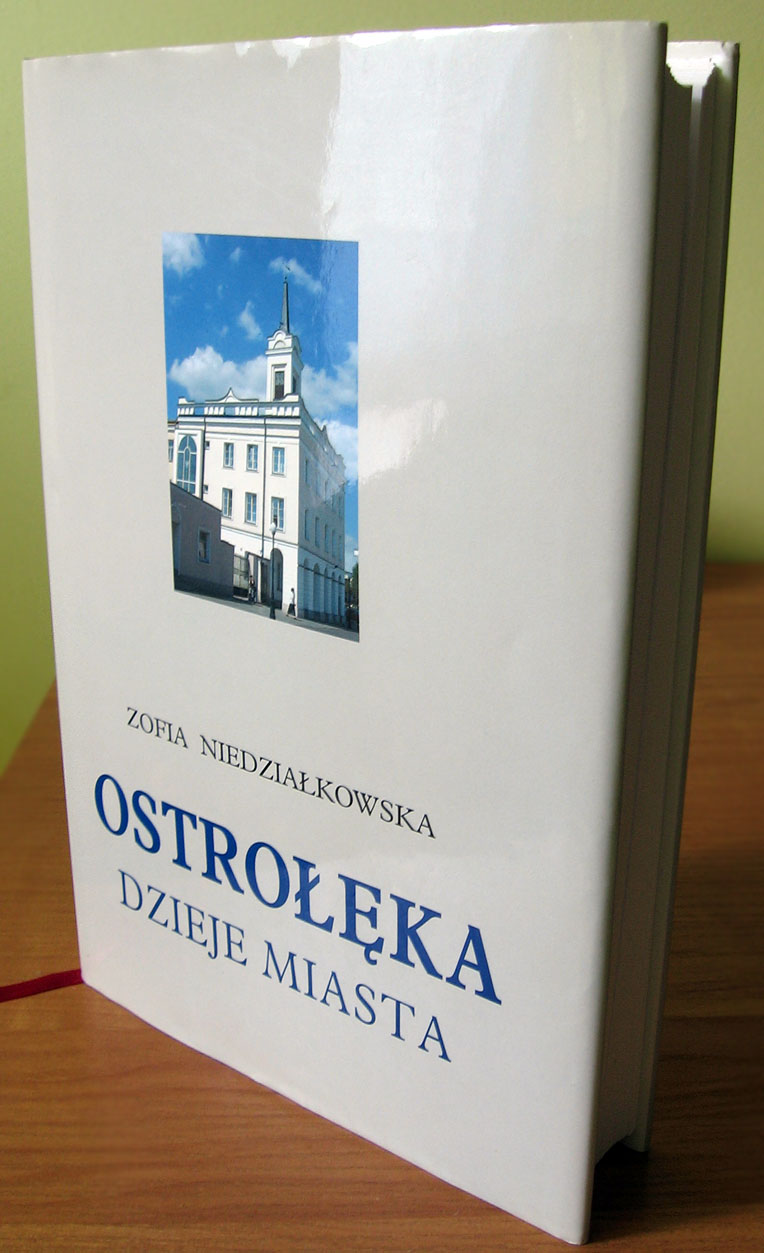
Monografia Ostrołęki autorstwa Z. Niedziałkowskiej

Zofia Niedziałkowska (ur. 9 listopada 1904 w Ostrołęce, zm. 2 listopada 1991 w Warszawie) – pracownica naukowa i pedagogiczna, działaczka społeczna, regionalistka, badaczka historii Ostrołęki. Jedna z najbardziej zasłużonych postaci dla Ostrołęki i regionu.

## Życiorys
Urodziła się w Ostrołęce w rodzinie inteligenckiej o tradycjach patriotycznych. W czasie I wojny światowej uciekła z rodziną w głąb Rosji w ramach bieżeństwa, skąd wróciła w listopadzie 1918. Ukończyła następnie szkołę średnią, 8-klasowe gimnazjum w Łomży. W 1929 ukończyła studia filozoficzne na Uniwersytecie Warszawskim. Działała w stowarzyszeniach społecznych i charytatywnych. Po ukończeniu studiów wróciła do Ostrołęki i otrzymała od ówczesnego burmistrza miasta propozycję założenia archiwum miejskiego oraz opracowania monografii miasta, co wykonała w ciągu dwóch lat. W latach 30. XX wieku ponownie przeniosła się do stolicy, gdzie jeszcze przed okupacją pracowała w redakcji „Słownika Geograficznego Państwa Polskiego”. Podczas II wojny światowej prowadziła m.in. tajne nauczanie, udzielała się społecznie, wstąpiła również do AK. W 1944 była przez kilka tygodni więziona w obozie niemieckim w Pruszkowie. Po wojnie przez niemal 20 lat pracowała jako nauczycielka w liceum ogólnokształcącym w Zdunach, ucząc historii i geografii. Była członkiem wielu towarzystw naukowych i społecznych w Ostrołęce, Warszawie i Łowiczu, gdzie zamieszkała w 1960. Od 1973 do końca życia pracowała naukowo, najwięcej czasu poświęcając zbieraniu i dokumentowaniu historii Ostrołęki. Kilka ostatnich lat swojego życia spędziła w Warszawie, ale ciągle utrzymywała kontakty z rodzinnym miastem. Została pochowana na cmentarzu parafialnym w Ostrołęce. 

## Odznaczenia
Wśród wielu odznaczeń, którymi została uhonorowana najważniejsze to: 
- tytuł Honorowego Obywatela Miasta Ostrołęki (1973);
- Złoty Krzyż Zasługi (1973);
- Złota Odznaka ZNP (1976);
- Krzyż Kawalerski Orderu Odrodzenia Polski (1977);
- odznaka za zasługi dla województwa ostrołęckiego (1978);
- dyplom honorowy ministra kultury i sztuki za osiągnięcia w upowszechnianiu kultury (1980);
- odznaka ZNP za tajne nauczanie (1985);
- Honorowy Członek Towarzystwa Przyjaciół Ostrołęki (1986);
- złota odznaka za zasługi dla miasta Ostrołęki (pośmiertnie).

Jej imieniem nazwana została Szkoła Podstawowa nr 5 w Ostrołęce, ulica, a także jedno z rond w mieście. Przy budynku Zespołu Kolegiów Nauczycielskich znajduje się tablica poświęcona pamięci Zofii Niedziałkowskiej.

## Dorobek naukowy
Zofia Niedziałkowska odegrała bardzo dużą rolę w propagowaniu kultury Ostrołęki i regionu. Najważniejszą pozycją w jej dorobku naukowym jest monografia miasta Ostrołęki. Pierwsze wydanie książki pod tytułem Ostrołęka. Dzieje miasta ukazało się w 1967, a kolejne jej wydania w latach 1975, 1979 i 2002 – już po śmierci autorki. Oprócz monografii Ostrołęki do ważniejszych publikacji Zofii Niedziałkowskiej należą:
- Puszcza Zielona. Bory Ostrołęckie (1981);
- Obraz rzemiosła ostrołęckiego w okresie Drugiej Rzeczypospolitej (1918–1939) (1985);
- Kurpie. Bory Ostrołęckie (1988).

## Upamiętnienie
Od 2005 patronuje rondu w Ostrołęce. Jej imieniem nazwano Szkołę Podstawową nr 5 w Ostrołęce.
W 2016 Związek Kurpiów apelował o nazwanie ulic we wsiach i miastach na terenie regionu nazwiskami ważnych dla Kurpiów postaci historycznych, wśród nich Niedziałkowskiej.
W 2024 w Miejskiej Bibliotece Publicznej w Ostrołęce zorganizowano wystawę jej poświęconą pt. Przywróciła pamięć miastu…. To część projektu „Ostrołęczanie: cykl spotkań” realizowanego przez bibliotekę we współpracy ze Stowarzyszeniem „Kulturalni-Poczytalni” i różnymi organizacjami partnerskimi.